# 杨勤荣
杨勤荣（1965年7月—），男，汉族，山西省新绛县人，中华人民共和国官员，太原工学院水利系地下水专业本科毕业，1984年8月参加工作，1991年6月加入中国共产党，现任山西省副省长。

## 简历
杨勤荣大学毕业后进入运城地区水利水保局任职，历任水利勘测设计室、水资办干事，水资办副主任，水资办正科级副主任，水资办党支部书记，正科级工会副主席。1998年，杨勤荣升为副县级，任中共永济市委常委、政法委书记。此后他先后担任了中共闻喜县委副书记、中共闻喜县纪委书记，中共河津市委副书记、市长，中共河津市委书记。
2011年，他转往大同市任职，出任中共大同市南郊区委书记，后升任大同市副市长、党组成员，并在2016年9月成为中共大同市委常委、副市长、市政府党组副书记。
2017年2月，杨勤荣改任中共晋城市委常委、市政府党组副书记，常务副市长。同年年底，他被派往长治市，任中共长治市委常委、副书记。2018年1月出任中共长治市委副书记、代市长、市政府党组书记，同月被长治市人民代表大会选举为市长。同月，当选第十三届全国人民代表大会代表。2021年4月，任中共长治市委书记。
2023年1月，出任山西省人民政府副省长。